# FFH-Gebiet Barkauer See

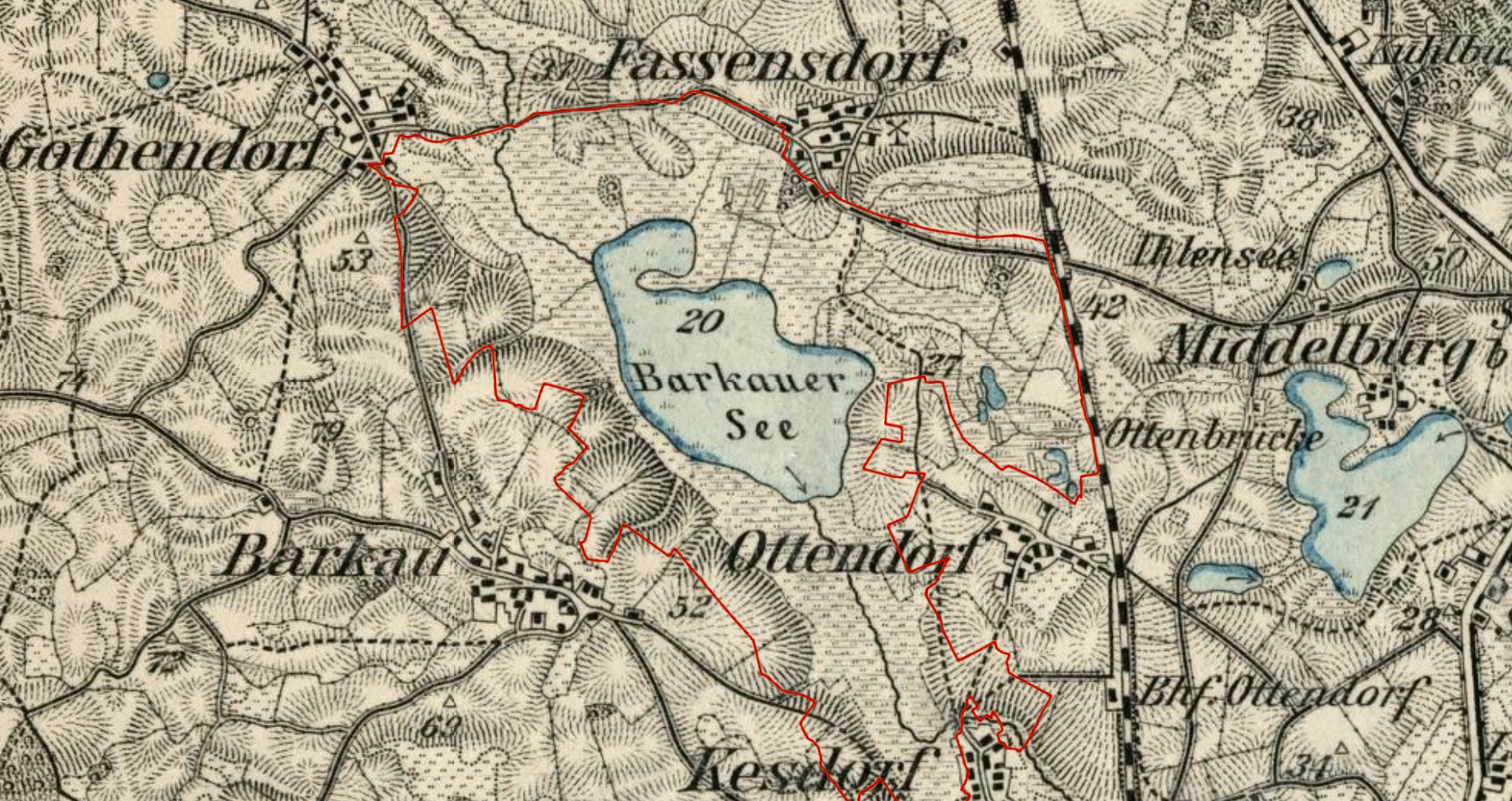
Karte 1ː Barkauer See um 1893 (rot umrandet die Grenze des heutigen FFH-Gebietes Barkauer See)

Das FFH-Gebiet Barkauer See ist ein NATURA 2000-Schutzgebiet in Schleswig-Holstein im Kreis Ostholstein in der Gemeinde Süsel. Es liegt überwiegend im Naturraum Pönitzer Seenplatte (Landschafts-ID 70203), während der Westrand im Naturraum Ahrensböker Endmoränengebiet (Landschafts-ID 70210) liegt. Beide sind Teil der Haupteinheit Ostholsteinisches Hügelland. Diese ist wiederum Teil der Naturräumlichen Großregion 2. Ordnung Schleswig-Holsteinisches Hügelland. Es hat eine Größe von 472 Hektar. Die größte Ausdehnung des FFH-Gebietes liegt mit 3,72 Kilometer in Nordwestrichtung. Es grenzt im Osten an die Bahnstrecke Kiel–Lübeck bei Ottendorf, im Norden an die Verbindungsstraße zwischen den Ortsteilen Fassensdorf und Gothendorf, im Westen an die Kreisstraße K55 und im Süden an die Wohnbebauung von Kesdorf. Im Zentrum des FFH-Gebietes liegt der Barkauer See umgeben von einem ausgedehnten Niedermoorgebiet. Westlich des FFH-Gebietes erhebt sich eine Endmoräne der  letzten Eiszeit (Weichsel-Kaltzeit) bis zu 80 Meter über Normalhöhennull (NHN). Die höchste Erhebung des FFH-Gebietes liegt deshalb auch am Westrand mit 56,5 Meter über NHN (Lage) nordöstlich von Barkau. Der niedrigste Punkt ist mit 18 Meter über NHN der mittlere Wasserspiegel der Schwartau am Südende des FFH-Gebietes an der Unterquerung der Ottendorfer Straße im Ortsteil Kesdorf (Lage).

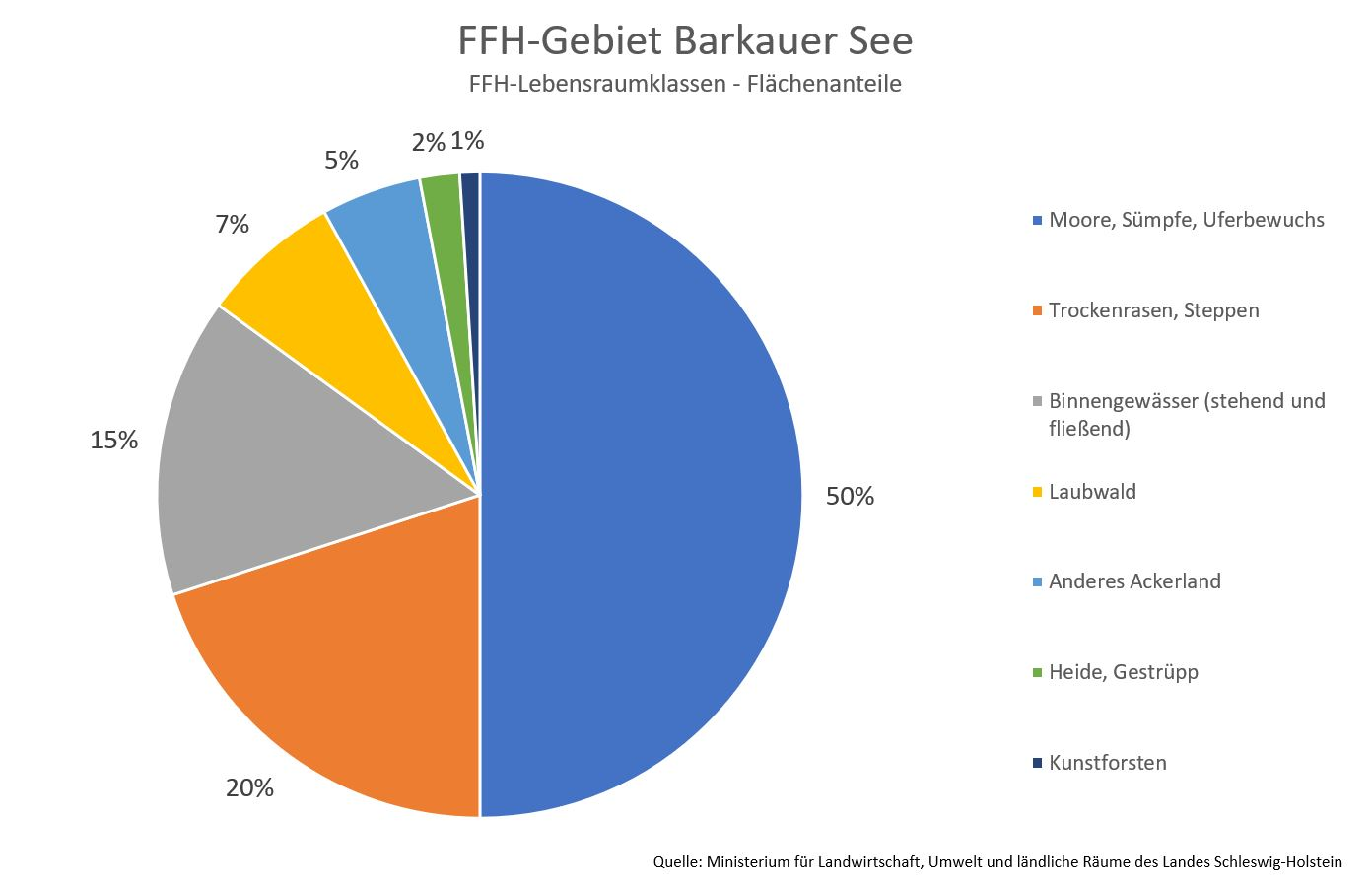
Diagramm 1ː FFH-Lebensraumklassen im FFH-Gebiet Barkauer See

Das FFH-Gebiet wird von Nord nach Süd vom Fließgewässer Schwartau durchquert. Dabei durchfließt sie auch den Barkauer See. Das FFH-Gebiet besteht zur Hälfte aus der FFH-Lebensraumklasse Moore, Sümpfe und Uferbewuchs, gefolgt von Trockenrasen, Binnengewässern und Laubwald, siehe Diagramm 1. In den Mooren nördlich und östlich des Barkauer Sees wurde bereits Mitte des neunzehnten Jahrhunderts Torfabbau betrieben, siehe Karte 1.

## FFH-Gebietsgeschichte und Naturschutzumgebung
Der NATURA 2000-Standard-Datenbogen (SDB) für dieses FFH-Gebiet wurde im Juni 2004 vom Landesamt für Landwirtschaft, Umwelt und ländliche Räume (LLUR) des Landes Schleswig-Holstein erstellt, im September 2004 als Gebiet von gemeinschaftlicher Bedeutung (GGB) vorgeschlagen, im November 2007 von der EU als GGB bestätigt und im Januar 2010 national nach § 32 Absatz 2 bis 4 BNatSchG in Verbindung mit § 23 LNatSchG als besonderes Erhaltungsgebiet (BEG) bestätigt. Der SDB wurde zuletzt im Mai 2017 aktualisiert. Der Managementplan wurde am 15. Juni 2011 veröffentlicht.
Das  FFH-Gebiet Barkauer See ist Teil des Naturparks Holsteinische Schweiz. Im Zentrum des FFH-Gebietes Barkauer See liegt das im Jahre 1982 gegründete Naturschutzgebiet Barkauer See und Umgebung.  Das FFH-Gebiet liegt im Schwerpunktgebiet 308 des landesweiten Biotopverbundsystems. Im Süden schießt sich das FFH-Gebiet Schwartautal und Curauer Moor an.
Mit der Gebietsbetreuung des NSG Barkauer See und Umgebung wurde nach § 20 LNatSchG durch das LLUR der Naturschutzbund Deutschland, Landesverband Schleswig-Holstein e. V. beauftragt (Stand Dezember 2023).
Das LLUR hat im November 2010 ein BIS-Faltblatt über das Naturschutzgebiet Barkauer See und Umgebung herausgegeben.

## FFH-Erhaltungsgegenstand
Laut Standard-Datenbogen vom Mai 2017 sind folgende FFH-Lebensraumtypen (LRT) und Arten als FFH-Erhaltungsgegenstände mit den entsprechenden Beurteilungen zum Erhaltungszustand der Umweltbehörde der Europäischen Union gemeldet worden (Gebräuchliche Kurzbezeichnung (BfN)): FFH-Lebensraumtypen nach Anhang I der EU-Richtlinie:
- 3150 Natürliche und naturnahe nährstoffreiche Stillgewässer mit Laichkraut oder Froschbiss-Gesellschaften (Gesamtbeurteilung C)[16]
- 9180* Schlucht- und Hangmischwälder (Gesamtbeurteilung C)[17]

Arten gemäß Artikel 4 der Richtlinie 2009/147/EG und Anhang II der Richtlinie 92/43/EWG und diesbezügliche Beurteilung des Gebiets:
- 1016 Bauchige Windelschnecke (Gesamtbeurteilung C)[19]
- 1188 Rotbauchunke (Gesamtbeurteilung B)[20]
- 1355 Fischotter (Gesamtbeurteilung C)[21]

Das FFH-Gebiet ist im SDB zu knapp einem Zehntel als FFH-Lebensraumfläche ausgewiesen, wovon der überwiegende Teil dem LRT 3150 Natürliche und naturnahe nährstoffreiche Stillgewässer mit Laichkraut oder Froschbiss-Gesellschaften zugerechnet wird, siehe Diagramm 2. Der prioritäre LRT 9180* Schlucht- und Hangmischwälder befindet sich in fünf schmalen Streifen in Hanglage am Westrand des FFH-Gebietes zwischen Barkau und Kesdorf. Für diese Flächen wurden mit den Eigentümern vom Landesamt für Landwirtschaft, Umwelt und ländliche Räume des Landes Schleswig-Holstein (LLUR) für die Waldgebiete Verträge nach dem Muster „Vertragsnaturschutz im Wald“ abgeschlossen (Stand Dezember 2023).
| FFH-LRT                                                                                                   | Fläche laut SDB [ha] | Fläche laut Biotopkartierung [ha] |
| --- | -------------------- | --------------------------------- |
| 3150 Natürliche und naturnahe nährstoffreiche Stillgewässer mit Laichkraut oder Froschbiss-Gesellschaften | 43                   | 53,947                            |
| 9180* Schlucht- und Hangmischwälder                                                                       | 3,9                  | 4,7407                            |
| 91E0* Erlen-Eschen- und Weichholzauenwälder                                                               | -                    | 0,7745                            |
| 6430 Feuchte Hochstaudenfluren                                                                            | -                    | 14,7527                           |
| 9160 Sternmieren-Eichen-Hainbuchenwälder                                                                  | -                    | 0,7745                            |

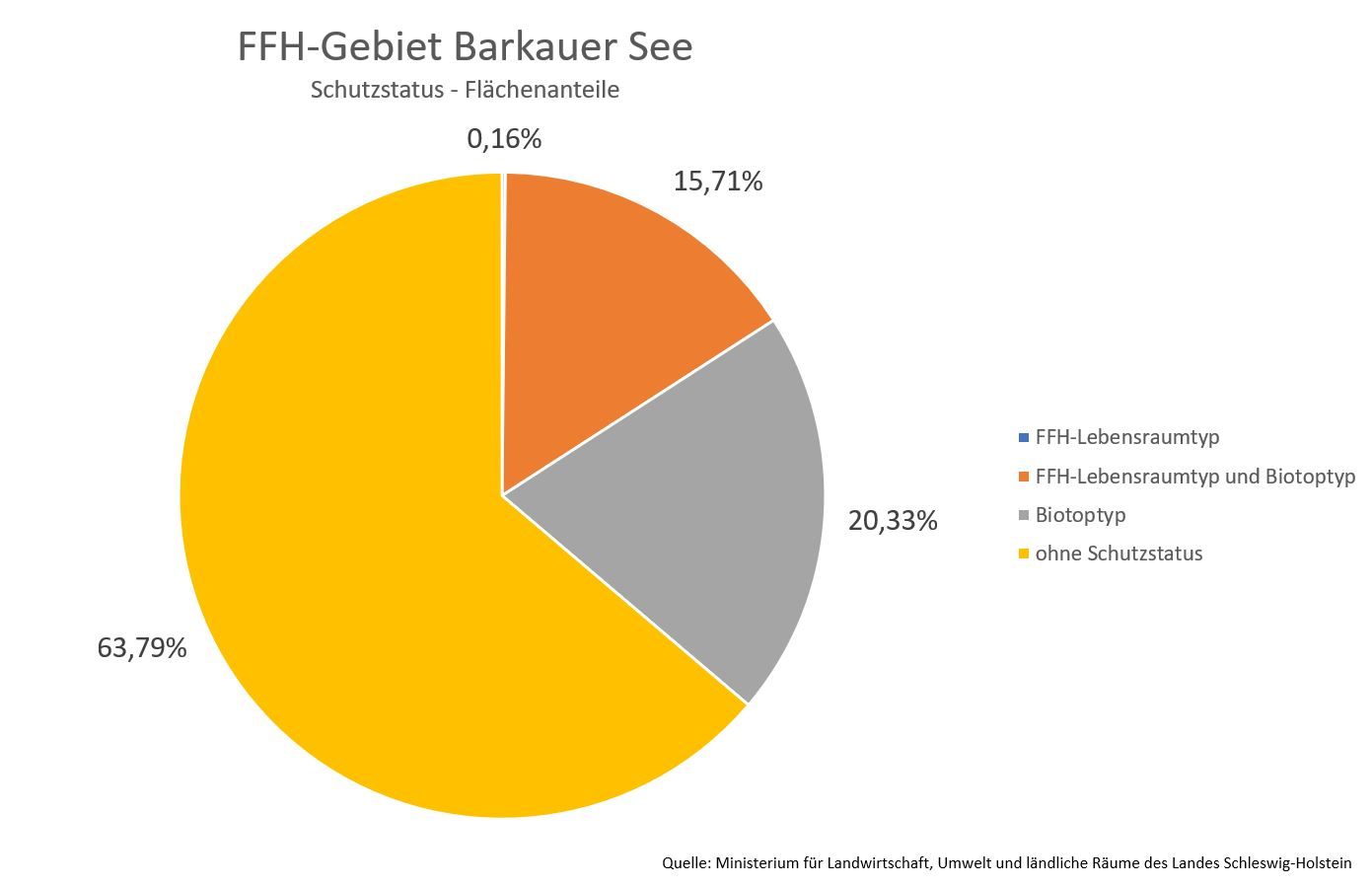
Diagramm 2ː Schutzstatus der Flächen des FFH-Gebietes Barkauer See

In den Jahren 2014 bis 2022 wurde eine vollständige Biotopkartierung des Landes Schleswig-Holstein durch das LLUR durchführt. Danach haben im FFH-Gebiet Barkauer See knapp zwei Drittel der Gebietsfläche keinen Naturschutzstatus. Der größte Teil ist sowohl ein FFH-Gebiet, als auch ein gesetzlich geschütztes Biotop, siehe Diagramm 2. Im aktuellen Standarddatenbogen wurden nur zwei der im FFH-Gebiet bei der Biotopkartierung des LLUR ausgewiesenen FFH-Lebensraumtypen aufgenommen (Stand Mai 2017) und diese auch mit geringerer Flächengröße, siehe Tabelle 1.

## FFH-Erhaltungsziele
Aus den oben aufgeführten FFH-Erhaltungsgegenständen werden als FFH-Erhaltungsziele von besonderer Bedeutung die Erhaltung folgender Lebensraumtypen und Arten im FFH-Gebiet vom Ministerium für Energiewende, Landwirtschaft, Umwelt und ländliche Räume des Landes Schleswig-Holstein erklärt:
- 3150 Natürliche und naturnahe nährstoffreiche Stillgewässer mit Laichkraut oder Froschbiss-Gesellschaften
- 9180* Schlucht- und Hangmischwälder
- 1188 Rotbauchunke

Aus den oben aufgeführten FFH-Erhaltungsgegenständen werden als FFH-Erhaltungsziele von Bedeutung die Erhaltung folgender Lebensraumtypen und Arten im FFH-Gebiet vom Ministerium für Energiewende, Landwirtschaft, Umwelt und ländliche Räume des Landes Schleswig-Holstein erklärt:
- 1016 Bauchige Windelschnecke
- 1355 Fischotter

Damit  sind alle FFH-Erhaltungsgegenstände als FFH-Erhaltungsziele übernommen worden.

## FFH-Analyse und Bewertung

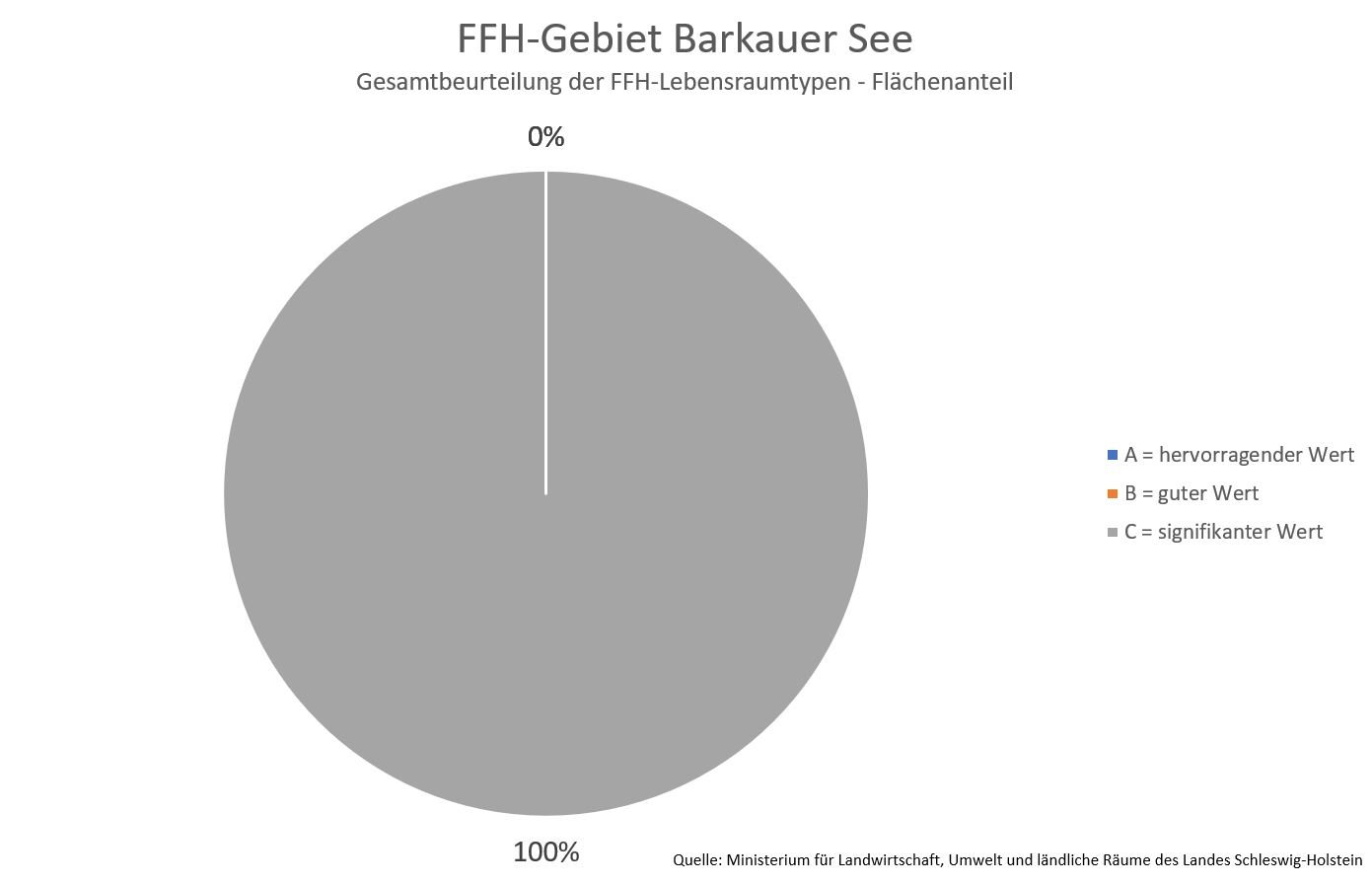
Diagramm 3ː Gesamtbeurteilung der FFH-Lebensraumtypen im FFH-Gebiet Barkauer See

Das Kapitel FFH-Analyse und Bewertung im Managementplan beschäftigt sich unter anderem mit den aktuellen Gegebenheiten des FFH-Gebietes und den Hindernissen bei der Erhaltung und Weiterentwicklung der FFH-Lebensraumtypen und Arten. Die Ergebnisse fließen in den FFH-Maßnahmenkatalog ein.
Die im FFH-Gebiet ausgewiesenen FFH-LRT-Flächen haben keine gute Gesamtbewertung im SDB erhalten, siehe Diagramm 3.
Im FFH-Gebiet liegen vier Wasserkörper, die laut europäischer Wasserrahmenrichtlinie (WRRL) einer Berichtspflicht gegenüber der europäischen Umweltagentur in Kopenhagen unterliegen, siehe Tabelle 2. Dazu gehören der Barkauer See, ein Teil des Oberlaufes und des Unterlaufes der Schwartau, sowie die Kuhlbuschau als Zulauf in den Barkauer See.
| Lfd.- Nr. | Name                                            | Kennung           | ökologischer Gesamtzustand | Bewertungsgrund                                             | chemischer Gesamtzustand | Bewertungsgrund                                                                                   |
| --------- | ----------------------------------------------- | ----------------- | -------------------------- | ----------------------------------------------------------- | ------------------------ | ------------------------------------------------------------------------------------------------- |
| 1         | Barkauer See (See)                              | DELW_DESH_0016    | schlecht                   | zu geringer Anteil an Phytoplankton (≤ 0,6 ̬Prozent)         | nicht gut                | zu hohe Gehalte an Nitraten, Bromierter Diphenolether (BDE), Hg und Hg-Verbindungen               |
| 2         | Schwartau oberhalb Barkauer See (Fließgewässer) | DERW_DESH_ST_01_B | unbefriedigend             | zu geringer Anteil Makrozoobenthos                          | nicht gut                | zu hohe Gehalte an Nitraten, Bromierter Diphenolether (BDE), Hg und Hg-Verbindungen               |
| 3         | Schwartau bis Barkauer See (Fließgewässer)      | DERW_DESH_ST_03_A | unbefriedigend             | zu geringer Anteil Makrozoobenthos und Fischfauna           | nicht gut                | zu hohe Gehalte an Nitraten, Bromierter Diphenolether (BDE), Hg, Hg-Verbindungen und Diflufenican |
| 4         | Kuhlbuschau (Fließgewässer)                     | DERW_DESH_ST_02   | mäßig                      | mäßiger Anteil Makrozoobenthos und weitere aquatische Fauna | nicht gut                | zu hohe Gehalte an Nitraten, Bromierter Diphenolether (BDE), Hg, Hg-Verbindungen und Diflufenican |

Obwohl die Kuhlbuschau im Gegensatz zu den drei anderen „natürlichen“ Wasserköpern nach § 28 WHG als „erheblich verändert“ eingestuft ist, hat sie die beste ökologische Gesamtbewertung erhalten, siehe Tabelle 1. Bis zum Jahre 2028 muss gemäß WRRL für alle Gewässer in der Europäischen Union ein „guter“ ökologischer und chemischer Zustand erreicht werden.
Drei Viertel der Fläche des FFH-Gebietes befindet sich im Eigentum der Stiftung Naturschutz Schleswig-Holstein. Dazu zählt der Barkauer See und die ihn umgebenden Landflächen. Für die Mehrzahl der Grünflächen bestehen mit den Eigentümern Verträge nach dem Muster „Vertragsnaturschutz Weidewirtschaft Moor ohne Düngung“.
Im Rahmen des LIFE-Bombina-Projektes wurden auf Stiftungsflächen im gesamten FFH-Gebiet 32 Laichgewässer zur Erhaltung der Art Rotbauchunke angelegt. Die Verbreitung des Fischotters hat sich in den letzten zehn Jahren im FFH-Gebiet Barkauer See positiv entwickelt.

## FFH-Maßnahmenkatalog
Der FFH-Maßnahmenkatalog im Managementplan führt neben den bereits durchgeführten Maßnahmen geplante Maßnahmen zur Erhaltung und Entwicklung der FFH-Lebensraumtypen im FFH-Gebiet an. Konkrete Empfehlungen sind in sieben Maßnahmenblättern und einer Maßnahmenkarte des FFH-Gebietes beschrieben.
Schwerpunkt der vorgeschlagenen Maßnahmen ist die Renaturierung der Schwartau, die den chemischen Zustand des Gewässers verbessern sollen. Dazu sollen die Moorbereiche rechts und links der Schwartau stärker vernässt werden. Östlich des Barkauer Sees befindet sich ein größerer Waldbereich, der aus der Nutzung genommen und wiedervernässt werden soll.

## FFH-Erfolgskontrolle und Monitoring der Maßnahmen
Eine FFH-Erfolgskontrolle und Monitoring der Maßnahmen findet in Schleswig-Holstein alle 6 Jahre statt. Die Ergebnisse des letzten Monitorings wurden noch nicht veröffentlicht (Stand Dezember 2023).